# ناثان تيسون
ناثان تيسون (بالإنجليزية: Nathan Tyson)‏ (4 مايو 1982 بريدنغ في المملكة المتحدة - ) هو لاعب كرة قدم بريطاني في مركز الهجوم. شارك مع منتخب إنجلترا تحت 20 سنة لكرة القدم. أما مع النوادي، فقد لعب مع ديربي كاونتي وسوانزي سيتي ونادي بلاكبول ونادي دونكاستر روفرز ونادي ريدنغ ونادي ميلوول ونوتس كاونتي ونوتينغهام فورست وميدنهد يونايتد ‏ ونادي تشيلتنهام تاون لكرة القدم وفليتوود تاون وويكمب وندررز.

## وصلات خارجية
- ناثان تيسون على موقع قاعدة بيانات كرة القدم.إي يو (الإنجليزية)
- ناثان تيسون على موقع Soccerbase.com (لاعب) (الإنجليزية)
- ناثان تيسون على موقع Soccerway.com (الإنجليزية)